# Franco Cavallo (velista)
Franco Cavallo (Napoli, 26 settembre 1932 – Napoli, 9 gennaio 2022) è stato un velista italiano, vincitore di una medaglia nella Classe Star della vela, in coppia con Camillo Gargano, ai Giochi olimpici di Città del Messico 1968.

## Carriera
In carriera ha partecipato ad una edizione dei Giochi olimpici, a Città del Messico 1968.

## Palmarès
| Anno |  | Manifestazione      | Sede                | Risultato | Gara             |
| ---- |  | ------------------- | ------------------- | --------- | ---------------- |
| 1954 |  | Campionato Europeo  | Napoli ( IT )       | Oro       | Classe Lightning |
| 1954 |  | Campionato Italiano | Napoli ( IT )       | Oro       | Classe Lightning |
| 1956 |  | Campionato Europeo  | Laneuveville (CH )  | Argento   | Classe Lightning |
| 1957 |  | Campionato Europeo  | Pireo (EL )         | Argento   | Classe Lightning |
| 1958 |  | Campionato Europeo  | Lovisa (FIN)        | Oro       | Classe Lightning |
| 1959 |  | Campionato Europeo  | Anzio ( IT )        | Oro       | Classe Lightning |
| 1959 |  | Campionato Italiano | Anzio (IT )         | Oro       | Classe Lightning |
| 1960 |  | Campionato Europeo  | Lucerna CH )        | Oro       | Classe Lightning |
| 1961 |  | Campionato Europeo  | Cascais ( PT )      | Bronzo    | Classe Star      |
| 1966 |  | Campionato Italiano | Porto Ercole ( IT ) | Oro       | Classe Star      |
| 1968 |  | Campionato Italiano | Livorno ( IT )      | Oro       | Classe Star      |
| 1968 |  | Giochi olimpici     | Città del Messico   | Bronzo    | Classe star      |